# Athlétisme aux Jeux mondiaux militaires d'été de 1995
Navigation
Édition suivante
Les compétitions d'athlétisme des premiers Jeux mondiaux militaires ont eu lieu à Rome en Italie en septembre 1995.

## Résultats

### Hommes
| Épreuve           | Or                                                                     | Or              | Argent                                  | Argent          | Bronze                        | Bronze          |
| ----------------- | ---------------------------------------------------------------------- | --------------- | --------------------------------------- | --------------- | ----------------------------- | --------------- |
| 100 m             | Andrey Grigoryev Russie                                                | 10 s 40         | Giovanni Puggioni Italie                | 10 s 50         | Donald Onchiri Kenya          | 10 s 61         |
| 200 m             | Dino Napier États-Unis                                                 | 20 s 74         | Ezio Madonia Italie                     | 20 s 94         | Angelo Cipolloni Italie       | 21 s 00         |
| 400 m             | Julius Chepkwony Kenya                                                 | 45 s 75         | Dino Napier États-Unis                  | 45 s 96         | Patrick Ndururi Kenya         | 46 s 02         |
| 800 m             | Philip Kibitok Kenya                                                   | 1 min 45 s 63   | Sammy Langat Kenya                      | 1 min 45 s 70   | Boniface Kamaru Kenya         | 1 min 45 s 86   |
| 1 500 m           | Azzedine Seddiki Maroc                                                 | 3 min 38 s 19   | Stephen Kipkorir Kenya                  | 3 min 39 s 70   | Samir Benfarès France         | 3 min 40 s 09   |
| 5 000 m           | Shem Kororia Kenya                                                     | 13 min 27 s 14  | Paul Tergat Kenya                       | 13 min 27 s 44  | Ismael Kirui Kenya            | 13 min 33 s 12  |
| 10 000 m          | Zeki Öztürk Turquie                                                    | 28 min 19 s 77  | Alyan Sultan Al-Qahtani Arabie saoudite | 28 min 24 s 40  | Mustapha Bamouh Maroc         | 28 min 25 s 25  |
| 110 m haies       | Igor Kováč Slovaquie                                                   | 13 s 52         | Sven Göhler Allemagne                   | 13 s 58         | Claude Edorh Allemagne        | 13 s 78         |
| 400 m haies       | Ruslan Mashchenko Russie                                               | 49 s 33         | Fabrizio Mori Italie                    | 49 s 40         | Laurent Ottoz Italie          | 49 s 46         |
| 3 000 m steeple   | Saad Al-Asmari Arabie saoudite                                         | 8 min 14 s 13   | Angelo Carosi Italie                    | 8 min 18 s 85   | Joseph Keter Kenya            | 8 min 22 s 55   |
| 4 × 100 m         | Italie Milko Campus Ezio Madonia Angelo Cipolloni Sandro Floris        | 40 s 20         | Thaïlande                               | 40 s 59         | Arabie saoudite               | 40 s 62         |
| 4 × 400 m         | Kenya Kipchirchir Yego Patrick Ndururi Philip Kibitok Julius Chepkwony | 3 min 04 s 24   | Pologne                                 | 3 min 04 s 58   | Italie                        | 3 min 05 s 58   |
| Marathon          | Francesco Ingargiola Italie                                            | 2 h 14 min 53 s | Pascal Blanchard France                 | 2 h 17 min 12 s | Waldemar Lisicki Pologne      | 2 h 19 min 21 s |
| 20 km marche      | Michele Didoni Italie                                                  | 1 h 22 min 43 s | Robert Korzeniowski Pologne             | 1 h 22 min 59 s | Ilya Markov Russie            | 1 h 23 min 03 s |
| Saut en hauteur   | Ettore Ceresoli Italie                                                 | 2,26 m          | Sergey Klyugin Russie                   | 2,24 m          | Vyacheslav Tyrtyshnik Ukraine | 2,21 m          |
| Saut à la perche  | Jean Galfione France                                                   | 5,70 m          | Viktor Chistiakov Russie                | 5,50 m          | Aleksandr Averbukh Russie     | 5,50 m          |
| Saut en longueur  | Bogdan Tudor Roumanie                                                  | 8,05 m          | Andrey Ignatov Russie                   | 8,00 m          | Ivaylo Mladenov Bulgarie      | 7,95 m          |
| Triple saut       | Denis Kapustin Russie                                                  | 16,68 m         | Vladimir Kravchenko Ukraine             | 16,44 m         | Piotr Weremczuk Pologne       | 16,30 m         |
| Lancer du poids   | Oleksandr Bagach Ukraine                                               | 19,85 m         | Roman Virastyuk Ukraine                 | 18,73 m         | Yevgeniy Palchikov Russie     | 18,50 m         |
| Lancer du disque  | Volodymyr Zinchenko Ukraine                                            | 60,98 m         | Jo Van Daele Belgique                   | 59,04 m         | Aleksandr Borichevskiy Russie | 59,02 m         |
| Lancer du marteau | Aleksandr Seleznyov Russie                                             | 77,72 m         | Vadim Grabovoy Ukraine                  | 75,46 m         | Vitaliy Alisevich Biélorussie | 74,58 m         |
| Lancer du javelot | Boris Henry Allemagne                                                  | 84,80 m         | Andrey Moruyev Russie                   | 83,42 m         | Kostas Gatsioudis Grèce       | 82,70 m         |

### Femmes
| Épreuve          | Or                          | Or              | Argent                         | Argent          | Bronze                           | Bronze          |
| ---------------- | --------------------------- | --------------- | ------------------------------ | --------------- | -------------------------------- | --------------- |
| 100 m            | Yekaterina Leshchova Russie | 11 s 46         | Gabi Rockmeier Allemagne       | 11 s 77         | Dokjun Dokduang Thaïlande        | 12 s 09         |
| 400 m            | Tatyana Zakharova Russie    | 52 s 62         | Tatyana Kurochkina Biélorussie | 53 s 43         | Tamara Kupriyanovich Biélorussie | 53 s 62         |
| 800 m            | Irina Samorokhova Russie    | 2 min 03 s 31   | Zhang Meng Chine               | 2 min 03 s 35   | Natalya Dukhnova Biélorussie     | 2 min 03 s 90   |
| 3 000 m          | Tatyana Belovol Ukraine     | 8 min 52 s 02   | Svetlana Miroshnik Ukraine     | 8 min 58 s 08   | Elisa Rea Italie                 | 8 min 59 s 03   |
| Marathon         | Mun Gyong-Ae Corée du Nord  | 2 h 38 min 59 s | Pak Song-Ok Corée du Nord      | 2 h 45 min 44 s | Callie Molloy États-Unis         | 2 h 53 min 36 s |
| Saut en hauteur  | Tatyana Motkova Russie      | 2,00 m          | Monica Iagăr Roumanie          | 1,89 m          | Iryna Mykhalchenko Ukraine       | 1,83 m          |
| Saut en longueur | Olga Rublyova Russie        | 6,71 m          | Olena Khlopotnova Ukraine      | 6,55 m          | Viktoriya Vershynina Ukraine     | 6,55 m          |
| Lancer du poids  | Irina Khudoroshkina Russie  | 18,67 m         | Valentina Fedyushina Ukraine   | 18,57 m         | Irina Korzhanenko Russie         | 18,50 m         |